# Кробизи
Кробизите (на гръцки: "Κρόβυζοι") са тракийско племе от групата на гетите. Информация за тях се намира в съобщението на Филарх в десета книга на „Тракийска история“, който казва че „цар на така наречените кробизи бил станал Исант, който по разкош надминавал всички свои съвременници“.
Той бил богат и красив. Като се знае, че кробизите са сродни племена на гетите, а авторът живее през 3 век пр.н.е. е ясно, че самият династ е съвременник на царя на гетите Дромихет.
Страбон и Павзаний сочат кробизите като голям народ, който винаги е желан съюзник, защото може да изкара до 200 000 бойци, „благочестиви, смели и неукротими“. Кробизите обитавали земите по крайбрежието на Черно море от Варна до Балчик и във вътрешността до Троян където има разкрити погребения. Според интерпретацията на изворите от страна на Константин Иречек, кробизите населяват земите по течението на реките Артаня и Ноя.
Във Великотърновския музей има изложено погребение на вожд от района на село Големаните. Край Троянското село Белиш в местността Манастирски таласъм също има разкрито погребение без тяло като някои от вещите като кехлибара са с произход Балтика.
Херодот казва, че при раждане кробизите скърбят, а при смърт уреждат тържества. Мъртвият, който изгаряли или оставяли цял ако е благородник, го снабдявали с всички нужни и скъпи нему предмети, с които си служел приживе, като натрупвали големи могили пръст – тумули, за да възвеличават пред бъдните поколения неговия земен живот.
Такива могили се срещат днес около Варна.
Те се занимавали със скотовъдство и земеделие, не обичали морето. За това били ограничени в своята външна дейност, не познавали търговията. Религията, която изповядвали, е антропоморфизъм, а кумирът им Героя Конник.